# Уряд Ірландії
Уряд Ірландії — вищий орган виконавчої влади Ірландії.

## Голова уряду
- Прем'єр-міністр — Енда Кенні (англ. Enda Kenny).
- Віце-прем'єр-міністр — Френсіс Фітцжеральд (англ. Frances Fitzgerald).

## Кабінет міністрів
Склад чинного уряду подано станом на 13 травня 2016 року.
| Логотип | Міністерство                                                              | Міністр                                       | Фото | Час на посаді | Час на посаді | Партія | Партія | Вебсайт |
| ------- | ------------------------------------------------------------------------- | --------------------------------------------- | ---- | ------------- | ------------- | ------ | ------ | ------- |
|         | Міністерство державних витрат і реформ                                    | Паскаль Донох'ю (Paschal Donohoe)             |      |               |               |        |        |         |
|         | Міністерство житла, планування і місцевого самоврядування                 | Саймон Ковені (Simon Coveney)                 |      |               |               |        |        |         |
|         | Міністерство зв'язку, кліматичних змін і природних ресурсів               | Деніс Наухтен (Denis Naughten)                |      |               |               |        |        |         |
|         | Міністерство закордонних справ і торгівлі                                 | Чарльз Фленаган (Charles Flanagan)            |      |               |               |        |        |         |
|         | Міністерство оборони                                                      | Енда Кенні (Enda Kenny)                       |      |               |               |        |        |         |
|         | Міністерство освіти                                                       | Річард Брютон (Richard Bruton)                |      |               |               |        |        |         |
|         | Міністерство охорони здоров'я                                             | Саймон Харріс (Simon Harris)                  |      |               |               |        |        |         |
|         | Міністерство праці, зайнятості та інновацій                               | Мері Мітчелл Оконнор (Mary Mitchell O'Connor) |      |               |               |        |        |         |
|         | Міністерство регіонального розвитку, сільських справ, мистецтв і Гелтахту | Хізер Гамфрі (Heather Humphreys)              |      |               |               |        |        |         |
|         | Міністерство соціального захисту                                          | Лео Варадкар (Leo Varadkar)                   |      |               |               |        |        |         |
|         | Міністерство сільського господарства, продовольства і моря                | Майкл Крід (Michael Creed)                    |      |               |               |        |        |         |
|         | Міністерство транспорту, туризму і спорту                                 | Шейн Росс (Shane Ross)                        |      |               |               |        |        |         |
|         | Міністерство у справах дітей і молоді                                     | Катерін Заппоне (Katherine Zappone)           |      |               |               |        |        |         |
|         | Міністерство фінансів                                                     | Майкл Нунан (Michael Noonan)                  |      |               |               |        |        |         |
|         | Міністерство юстиції                                                      | Франсіс Фітцджеральд (Frances Fitzgerald)     |      |               |               |        |        |         |